# Chiesa di San Pietro in Brolo
La chiesa di San Pietro in Brolo era una chiesa cattolica della città lombarda di Lodi, di cui sopravvivono solo alcuni resti nell'edificio di via XX Settembre n. 8.
Costituiva un esempio di architettura tardogotica del secondo Quattrocento, stile scarsamente rappresentato a Lodi.

## Storia
Le origini della chiesa di San Pietro in Brolo non sono note con precisione: essa non viene citata in un elenco delle chiese diocesane redatto nel 1261, ma appare per la prima volta in un documento del 1357, nel quale viene definita supra rugiam («alla roggia» – intendendosi la roggia Molina scorrente nei pressi a difesa della città) e officiata da un non meglio precisato presbyter.
Nel 1456 l'abate Taddeo Fissiraga, commendatario del monastero benedettino di San Pietro di Lodi Vecchio, venne nominato vicario generale del vescovo Pallavicino; essendo pertanto tenuto a trasferirsi in città, egli nel 1460 decise la ricostruzione della chiesa di San Pietro e la fondazione di un adiacente monastero benedettino – dipendente da quello omonimo di Lodi Vecchio – nel quale si trasferì. Non è tuttavia noto se i rapporti di dipendenza fra la sede di Lodi Vecchio e la chiesa di San Pietro di Lodi fossero precedenti a tale vicenda.
Il monastero assunse il nome di «San Pietro in Brolo» per la sua posizione periferica e circondata da ortaglie; sulla facciata della chiesa il Fissiraga fece apporre lo stemma di famiglia, a ricordo della ricostruzione da lui voluta.
Il 20 marzo 1560 la chiesa e il monastero passarono all'ordine dei gesuati, a cui rimasero fino alla loro soppressione nel 1668; in tale anno pervennero quindi al Collegio Germanico-Ungarico di Roma, successore dei benedettini di Lodi Vecchio, che tenne il complesso fino al 1698 quando lo cedette alle Vergini Mantellate del Santissimo Sacramento, fino ad allora dimoranti nella chiesa di Sant'Anna in Serravalle.
Il monastero fu soppresso da Giuseppe II l'8 novembre 1779; la chiesa venne profanata l'11 agosto di due anni dopo e gli edifici trasformati in casa d'abitazione. A metà Ottocento venne abbattuto il chiostro.
Nella primavera del 1962, in occasione di lavori di restauro dell'edificio, emersero alcuni resti della facciata della chiesa (parti del rosone e del portale d'ingresso, e due finestre laterali ad arco acuto); tali resti vennero conservati e messi in luce.

## Caratteristiche

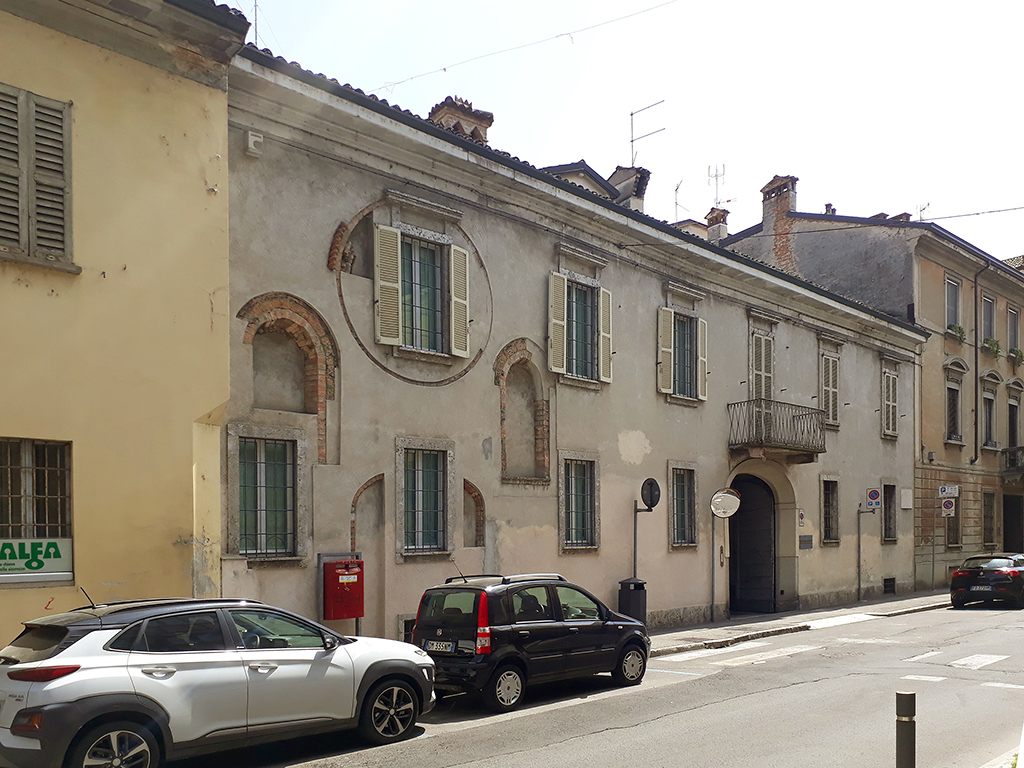
Vista dell'edificio allo stato attuale; si notino nella parte sinistra i resti della facciata della chiesa

La chiesa aveva una facciata prospettante a nord-ovest sull'odierna via XX Settembre e il presbiterio a sud-est.
Stando ai resti emersi durante il restauro del 1962, la chiesa aveva un portale ad arco ribassato sormontato da un rosone affiancato a sua volta da due finestre ad arco acuto. È ipotizzabile che la facciata avesse una struttura a capanna in mattoni a vista.
Anche l'interno dell'edificio conserva tracce dell'antica chiesa.